# Левалдиђи (Кунео)
Левалдиђи је насеље у Италији у округу Кунео, региону Пијемонт.
Према процени из 2011. у насељу је живело 553 становника. Насеље се налази на надморској висини од 373 м.